# Coppa delle nazioni del Golfo 1972
La Coppa delle Nazioni del Golfo 1972, 2ª edizione del torneo, si è svolta nel'Arabia Saudita dal 16 marzo al 28 marzo 1972. È stata vinta dal Kuwait, che ha mantenuto il titolo. Il Bahrein, una delle nazionali partecipanti, è stato poi escluso dal torneo dopo aver abbandonato la partita contro l'Arabia Saudita al 60' per protesta contro l'ospitazione del torneo; come conseguenza, ogni partita giocata è stata considerata nulla.
Il torneo si è svolto in un solo stadio, lo Stadio Principe Faisal bin Fahd a Riyadh.

## Squadre partecipanti
- Emirati Arabi Uniti
- Bahrein (poi ritirato)
- Kuwait
- Qatar
- Arabia Saudita (ospitante)

## Classifica
| Team                | Pld | W | D | L | GF | GA | GD  | Pts |
| ------------------- | --- | - | - | - | -- | -- | --- | --- |
| Kuwait              | 3   | 2 | 1 | 0 | 14 | 2  | +12 | 5   |
| Arabia Saudita      | 3   | 2 | 1 | 0 | 10 | 2  | +8  | 5   |
| Emirati Arabi Uniti | 3   | 1 | 0 | 2 | 1  | 11 | -10 | 2   |
| Qatar               | 3   | 0 | 0 | 3 | 0  | 10 | -10 | 0   |

## Matches
| 16 marzo 1972 | Arabia Saudita | 2 – 2 | Kuwait |  |

| 17 marzo 1972 | Emirati Arabi Uniti | 1 – 0 | Qatar |  |

| 18 marzo 1972 | Kuwait | 2 – 0 | Bahrein |  |

| 19 marzo 1972 | Arabia Saudita | 4 – 0 | Emirati Arabi Uniti |  |

| 21 marzo 1972 | Bahrein | 6 – 2 | Qatar |  |

| 22 marzo 1972 | Kuwait | 7 – 0 | Emirati Arabi Uniti |  |

| 24 marzo 1972 | Arabia Saudita | 4 – 0 | Qatar |  |

| 25 marzo 1972 | Bahrein | 2 – 0 | Emirati Arabi Uniti |  |

| 26 marzo 1972 | Kuwait | 5 – 0 | Qatar |  |

| 28 marzo 1972 | Arabia Saudita | 2 – 1 | Bahrein |  |